# Collinghorst
Collinghorst (niederdeutsch Cöllnöst, „Cnöst“, Huntjedörp) ist mit rund 2500 Einwohnern der drittgrößte Ortsteil der ostfriesischen Gemeinde Rhauderfehn im Landkreis Leer in Niedersachsen. Durch den Ort führt die Bundesstraße 438 von Ihrhove nach Rhauderfehn.

## Geschichte
Nach Houtrouw stammt der Name des Ortes von den Kolden oder Kollen, den heidnischen Priestern der Friesen, die an diesem Ort ihr Heiligtum hatten. Wahrscheinlicher ist aber eine Zusammensetzung des Rufnamens Koll mit dem Kollektivsuffix -ing sowie dem Begriff Horst, der für eine buschreiche Anhöhe steht. Eine weitere mögliche Erklärung des Ortsnamens ist eine Ableitung des Familiennamens Kolling. Erstmals wird der Ort möglicherweise im 10. Jahrhundert als in Udhurstun erwähnt. Diese Bezeichnung wird als Zusammensetzung des auf den altniederdeutschen Dativ Plurals von hurst  mit dem Adverb ūt (=aus) gedeutet. In Udhurstun bedeutet demnach (bei den) außerhalb gelegenen Wäldern. Spätere Bezeichnungen waren to Kollingehorst im Jahre 1409 sowie Kollinghorst im Jahre 1438. Die heutige Schreibweise ist seit 1599 geläufig.
Die spätromanische Kirche soll die älteste des Overledingerlandes sein. Schießscharten und Kaminanlagen kennzeichnen ihn als Wehrturm. 1959 wurde er erneuert.
Im Jahr 1409 wurde der Ort durch den Häuptling Keno tom Brok und seinem Verbündeten Focko Ukena eingenommen. Das Steinhaus oder die alte Burg war ein einfacher Wehrturm, der im 17. Jahrhundert in den Besitz der Familie von Hövel gelangte. Bei ihnen handelt es sich um die Nachkommen des Heinrich von Hövel, der als Komtur (Amt) des Johanniterordens in Burgsteinfurt mit dem ostfriesischen Grafen über den Verbleib der Ordensbesitzungen in Ostfriesland nach der Reformation verhandelte. Später gelangte die Burg in den Besitz der von Hövelschen Nachkommen aus der Familie Roskam und es wurde ein Wirtschaftsteil im Stil eines ostfriesischen Gulfhauses angefügt. Das historische Gebäude wurde im Jahr 1945 durch Kriegseinwirkung zerstört und später abgetragen. Es befand sich auf dem Grundstück der späteren Gärtnerei Grünefeld an der Hauptstraße.
Auf dem Gebiet von Collinghorst entstanden im 17. und 18. Jahrhundert die Siedlungen Grete, Glansdorf und Königskiel.
Ferner gab es in Collinghorst den so genannten „Wispelingsboom“. Er war eine sehr alte Linde im Dorfzentrum, die wahrscheinlich eine mittelalterliche Thingstätte markierte.
Am 1. Januar 1973 wurde Collinghorst in die neue Gemeinde Rhauderfehn eingegliedert.

## Sehenswürdigkeiten

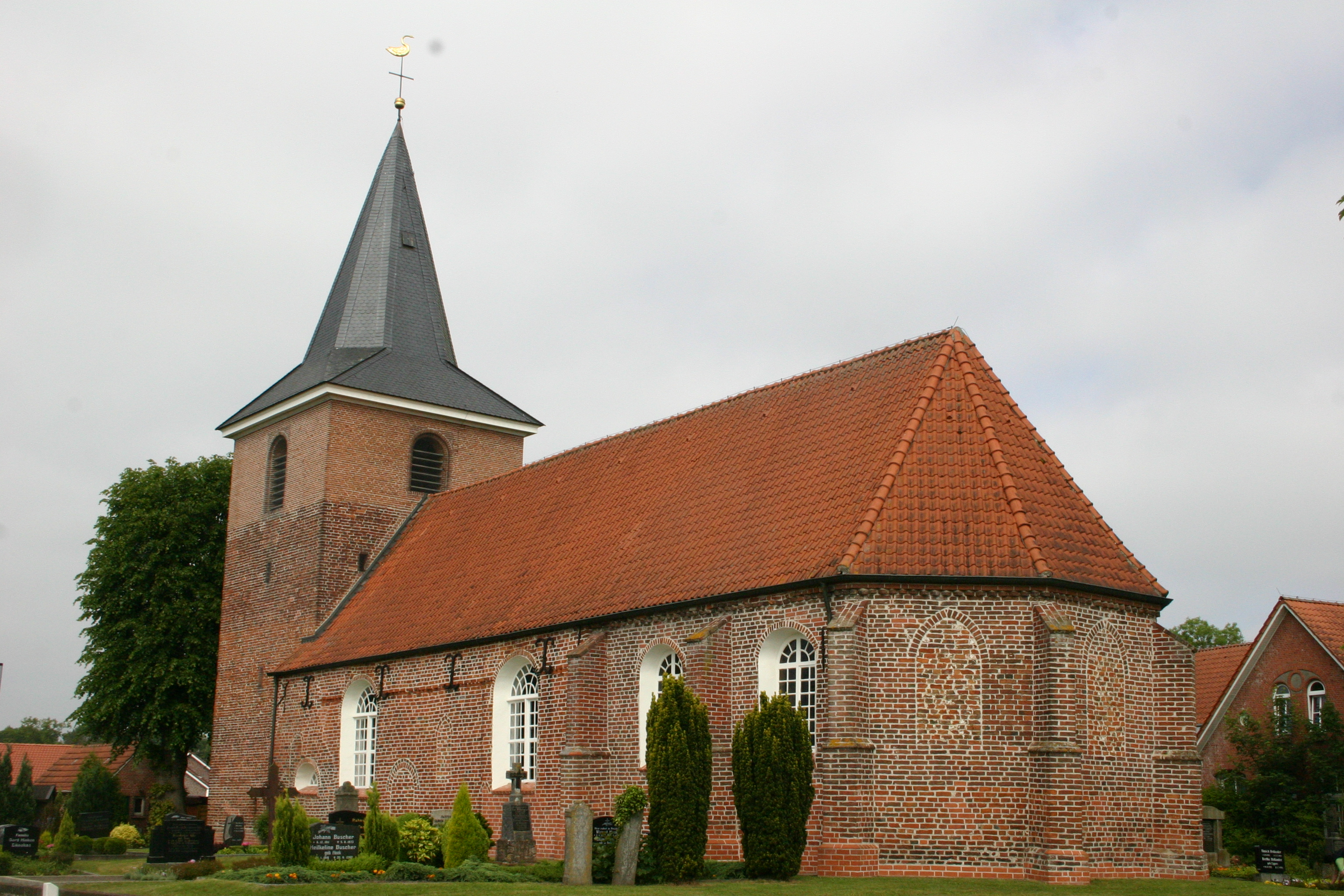
Dreifaltigkeitskirche

- Dreifaltigkeitskirche, eine um 1300 erbaute romanische Backsteinkirche[4]

## Sport
Der Turn- und Sportverein Collinghorst e. V. hat etwa 780 Mitglieder, davon sind ca. 160 Mitglieder im Tenniszentrum Collinghorst organisiert.

## Persönlichkeiten
- Lamberdus Ostendorp (1893–1934), SA-Führer und eines der Opfer des sogenannten Röhm-Putsches
- Anna Brandt (1933–2024), Mundartautorin